# محمدحسین سپهری
محمدحسین سپهری آموزگار، فعال سیاسی، و زندانی سیاسی اهل ایران است.
وی یکی از امضاکنندگان بیانیهٔ ۱۴ فعال سیاسی برای کناره‌گیری خامنه‌ای از حکومت و نیز گذار از نظام جمهوری اسلامی ایران است. سپهری در روز ۲۰ مرداد ۱۳۹۸، به دلیل امضای این بیانیه به دست مأموران امنیتی در مشهد، بازداشت شد.
فاطمه سپهری خواهر اوست.

## شکنجه، ابتلا به کرونا و نیز سوء قصد به جان وی
سپهری به دلیل مرخصی نیافتن در دورهٔ دنیاگیری کروناویروس (مانند زندانی سیاسی دیگر یعنی عباس واحدیان شاهرودی)، به کرونا دچار شد. وی در این مدت در سلول انفرادی حبس شده و از خدمات پزشکی و ارتباط تلفنی و نیز به دلیل افشاگری دربارهٔ انجام اعدام‌ها در زندان مرکزی مشهد (وکیل‌آباد)، از دیدار با اعضای خانواده، محروم شد.
اصغر سپهری، برادر محمد حسین سپهری گفته بود که مقامات قوه قضاییه، بیماری کرونا را به‌عنوان ابزاری برای شکنجه بر ضد زندانیان سیاسی به کار گرفته‌اند.
وی در هنگام بازجویی، شکنجه‌شده و برخی از دندان‌هایش زیر ضربات مشت بازجو شکست. او در اعتراض به آزار خود در زندان، بیش از یک ماه اعتصاب غذا کرد که همین مسئله باعث انسداد روده‌اش شد.

## کنشگری سیاسی، بازداشت وی با ضرب و شتم
محمد حسین سپهری، یکی از امضا کنندگان بیانیه ۱۴ فعال سیاسی برای کناره‌گیری خامنه‌ای از حکومت و نیز گذار از حکومت جمهوری اسلامی است.
وی در روز ۲۰ مرداد ۱۳۹۸، به دلیل امضای بیانیه ۱۴ فعال سیاسی بر ضد خامنه‌ای و حکومت جمهوری اسلامی، به دست مأموران امنیتی در مشهد، بازداشت شد.

## اتهام‌ها و محکومیت
محمد حسین سپهری به حکم دادگاه انقلاب مشهد، به اتهام توهین به اسلام، اهانت به خمینی و خامنه‌ای، براندازی حکومت جمهوری اسلامی، تبلیغ علیه نظام، مصاحبه با رسانه‌های معاند نظام، تشویش اذهان عمومی، تشکیل گروه تلگرامی به قصد نشر اکاذیب و برهم زدن امنیت ملی، اخلال در نظم عمومی با تجمع کردن، به ۶ سال حبس، محکوم شد

### انفصال از خدمت
در سال ۱۳۹۸ خورشیدی، هیئت تجدید نظر رسیدگی به تخلفات اداری آموزش و پرورش، حکم انفصال از خدمت محمد حسین سپهری (فعال صنفی معلمان اهل مشهد) را به دلیل حضور یافتن در تجمع آبان ۱۳۹۷ معلمان-که بر پایهٔ فراخوان شورای هماهنگی تشکل‌های صنفی فرهنگیان شکل گرفته بود-و نیز انتقاد به خامنه‌ای، تأیید کرد.

## شکنجه، ابتلا به کرونا و نیز سوء قصد به جان وی
سپهری به دلیل مرخصی نیافتن در دورهٔ دنیاگیری کروناویروس (مانند زندانی سیاسی دیگر یعنی عباس واحدیان شاهرودی)، به کرونا دچار شد.
وی در مدّت پیش‌گفته، در سلول انفرادی، حبس شده و از خدمات پزشکی و ارتباط تلفنی و نیز به دلیل افشاگری دربارهٔ انجام اعدام‌ها در زندان مرکزی مشهد (وکیل‌آباد)، از دیدار با اعضای خانواده، محروم شد.
اصغر سپهری، برادر محمد حسین سپهری گفته بود که مقامات قوه قضاییه، بیماری کرونا را به عنوان ابزاری برای شکنجه بر ضد زندانیان سیاسی به کار گرفته‌اند.
وی در هنگام بازجویی، شکنجه شده و برخی از دندان‌هایش زیر ضربات مشت بازجو شکست.
او در اعتراض به آزار خود در زندان، بیش از یک ماه، اعتصاب غذا کرد که همین مسئله، باعث انسداد روده‌اش شد.
و در زندان مرکزی (وکیل‌آباد) مشهد، زندانی شد.
سپهری با انتشار ویدئویی گفت که یک نفر با چاقو به خانهٔ او مراجعه کرده‌است؛ ولی پلیس ۱۱۰ پس از تماس تلفنی همسرش هیچ مأموری را برای بررسی این موضوع نفرستاد.
افزون بر محمد حسین سپهری، به جان چند تن دیگر از امضا کنندگان بیانیه ۱۴ فعال سیاسی یعنی عباس واحدیان شاهرودی، رضا مهرگان و جواد لعل‌محمدی نیز از سوی حکومت جمهوری اسلامی، سوء قصد شد.

## بازداشت و زندانی کردن خواهر وی
خواهر وی یعنی فاطمه سپهری نیز در تاریخ ۱۴ مرداد ۱۳۹۸، یکی از امضا کنندگان بیانیهٔ ۱۴ زن کنشگر درون ایران است که از بیانیه ۱۴ فعال سیاسی برای کناره‌گیری خامنه‌ای از حکومت و نیز گذار از حکومت جمهوری اسلامی ایران، پشتیبانی کرد
و پس از آن، در ۲۰ مرداد ۱۳۹۸ به همراه برادرش محمد حسین سپهری، به دست مأموران امنیتی در مشهد، بازداشت و زندانی شد.
در ۹ بهمن ۱۴۰۳، اصغر سپهری، برادر فاطمه و محمدحسین، اعلام کرد جلسه تفهیم اتهام فاطمه و محمدحسین، ۸ بهمن در شعبه ۹۰۵ دادگاه انقلاب مشهد برگزار شد. در این دادگاه برای فاطمه سپهری و محمدحسین سپهری، دو اتهام تحت عناوین «توهین به رهبری» و «تبلیغ علیه نظام» صادر شد. اصغر سپهری گفت، بیانیه خواهر و برادرش که در ۶ دی خطاب به علی خامنه‌ای منتشر شد، باعث تشکیل جلسه بازپرسی شده است. در آن بیانیه، فاطمه و محمدحسین سپهری گفته بودند: «علی خامنه‌ای، اوضاع تو از یک ماه پیش بشار اسد هم وخیم‌تر شده و دیگر نه توان سرکوب داری و نه فرصتی برای فریب‌کاری باقی مانده است.» جلسه بازپرسی به صورت مجازی برگزار شد. به گفته اصغر سپهری، فاطمه از بازپرس خواسته «دوربین را فعال کند تا بتواند او را ببیند، اما بازپرس از این کار امتناع کرده است.» اصغر سپهری فاش کرد، «بسیاری از افرادی که با خواهر و برادرم برخورد دارند، چه در زندان و چه در جلسات دادگاه، از انتشار نام یا تصویر خود به‌شدت واهمه دارند»؛ به گفته او، «این ترس به وضوح نشان‌دهنده این است که آنان از سقوط قریب‌الوقوع رژیم جمهوری اسلامی و پاسخگویی در برابر اعمالشان هراس دارند.»